# 恋哀歌 〜あの日に帰りたい〜
「恋哀歌 〜あの日に帰りたい〜」（れんあいか 〜あのひにかえりたい〜）は、RSPの8枚目のシングル。2009年10月21日発売。

## 解説
ミュージック・ビデオに若槻千夏が出演している。
DVD付初回限定盤と通常盤の2形態で発売。
DVDには「RSP Special～京都からの泣ける唄～」と題された特典映像を収録している。

## 収録曲

### CD
1. 恋哀歌 〜あの日に帰りたい〜
  - 作詞・作曲・編曲：浅見武男
2. 三日月 
  - 作詞・作曲：八田早紀子／編曲：橋本幸太
3. 季節の記憶 
  - 作詞・作曲・編曲：谷口尚久
4. 恋哀歌 〜あの日に帰りたい〜（Instrumental）

### DVD
1. RSP Special～京都からの泣ける唄～[3]